# Opća zoologija
Opća zoologija se, za razliku od posebne zoologije bavi zajedničkim osobinama koje vrijede za cijeli životinjski svijet. Ona, kao i sve ostale prirodne znanosti osim biologije, pokušava pronaći odnosno utvrditi opća pravila i zakonitosti koji bi bili univerzalno primjenjivi.
U opću zoologiju ubraja se, na primjer, fiziologija